# Chanteius guangdongensis
Chanteius guangdongensis är en spindeldjursart som beskrevs av Wu och Lan 1992. Chanteius guangdongensis ingår i släktet Chanteius och familjen Phytoseiidae. Inga underarter finns listade i Catalogue of Life.